# Phineas Fisher
Phineas Fisher (também conhecido como Phineas Phisher, Subcowmandante Marcos) é um hacktivista não identificado e autoproclamado revolucionário anarquista. Ela é notável por ter hackeado alvos na empresa de vigilância Gamma International, o Sindicat De Mossos d'Esquadra (SME, sindicato da força policial catalã) e o Partido da Justiça e Desenvolvimento (AKP, o partido no poder na Turquia).
Normalmente, cada ataque público é seguido por um comunicado contendo informações sobre a violação, informações técnicas em formato de instruções, arte ASCII, poesia e propaganda esquerdista e anarquista. Em 2019, Fisher ofereceu aos hackers uma recompensa de até US$ 100.000 por hacktivismo bem-sucedido e, no ano seguinte, afirmou ter pago US$ 10.000.

## Hacks

### Ataque Gamma International
Em 2014, Gamma International, mais conhecido pelo malware FinFisher foi hackeado e um vazamento de informações de 40GB foi liberado detalhando as listas de clientes, listas de preços, código-fonte da Gamma, detalhes sobre a eficácia do malware FinFisher, documentação do usuário e de suporte e uma lista de aulas / tutoriais. Meses depois, Fisher lançou seu primeiro documento do HackBack! série chamada HackBack!: Guia faça você mesmo para aqueles sem paciência para esperar por denunciantes que assumiram a responsabilidade pelo hack da Gamma International, além de fornecer instruções detalhadas destinadas a iniciantes sobre como repetir um ataque semelhante para "Informar e inspirar você a sair e hackear merda ".

### Ataque da Hacking Team
Fisher em 2015 afirmou ter violado com sucesso a Hacking Team. No comunicado, que desta vez foi lançado em espanhol, Fisher alegou ter violado a rede por meio de um exploit de dia 0 encontrado em um sistema embarcado.

### Ataque sindical Mossos D'Esquadra
Em 15 de maio de 2016, Phineas Fisher violou e vazou dados do Sindicat De Mossos d'Esquadra (SME), o sindicato policial da força policial catalã . Ela carregou um vídeo do ataque no YouTube e um link para um cache de dados pessoais de policiais, como nomes completos, endereços, contas bancárias e números de telefone de mais de cinco mil policiais, um quarto da força total. O ministro do Interior, Jordi Jané i Guasch, afirmou que o vazamento "não compromete o trabalho ou as investigações dos agentes, mas compromete sua privacidade". Fisher afirmou que Ciutat Morta, um documentário catalão investigando o caso 4F o inspirou a cometer o ataque.
Fisher lançou um vídeo de trinta e nove minutos após o ataque ser carregado no YouTube. O vídeo consiste no invasor sondando um site SME com ferramentas de código aberto disponíveis publicamente antes de usar uma injeção de SQL para despejar os dados. Enquanto o agressor espera, eles mostram ao espectador imagens de pessoas que supostamente foram vítimas da brutalidade policial nas mãos de Mossos, uma mulher cega em uma greve geral de 2012 em Barcelona. O vídeo está definido para uma trilha sonora temática anti-polícia e abertamente 'revolucionário' Inglês e Espanhol linguagem hip-hop.

#### Prisões
No início de janeiro de 2017, integrantes do Mossos, em conjunto com a Policía Nacional, fizeram batidas e prenderam pelo menos quatro pessoas, incluindo uma pessoa em Salamanca, na Espanha, e duas no distrito de Sants, em Barcelona, sob suspeita do ataque do SME. Poucas horas depois que as batidas foram relatadas na imprensa espanhola, o Vice-Motherboard alegou que havia entrado em contato com um endereço de e-mail anteriormente associado a Fisher, que alegou estar livre no momento do contato.

### Hack do AKP
Fisher assumiu a responsabilidade por violar redes pertencentes ao Partido da Justiça e Desenvolvimento (AKP) turco e roubar centenas de milhares de e-mails e outros arquivos Em solidariedade com o movimento curdo em Rojava e Bakur. O tesouro que ficou conhecido como os e-mails do AKP está arquivado no Wikileaks. O Wikileaks causou problemas com Fisher depois que a organização publicou os e-mails do AKP, apesar de Fisher instruí-los a não fazê-lo, deixando detalhes operacionais e pessoais vulneráveis.  A maioria dos especialistas concorda que Fisher estava por trás do ataque.

### Hack do Cayman Bank
Em 2019 Phineas Fisher atacou o Banco das ilhas Cayman, tal fato ocorrido chegou a influenciar o roteiro de Mr. Robot, que fez referência ao ocorrido.

## Bug Bounty
Em seu comunicado de hack do Cayman Bank de 2019, Hackback! Una guía DIY para robar bancos (Hackback! Um guia de DIY para roubar bancos), Fisher oferecido hackers até US $ 100.000 em qualquer um dos Bitcoin ou monero cryptocurrencies para realizar atos de hacktivismo que levam a divulgação pública de documentos, nomeando-o "Caça Programa Hacktivist Bug". No comunicado, Fisher afirma que "este programa é minha tentativa de possibilitar que bons hackers ganhem a vida de forma honesta, revelando material de interesse público, em vez de ter que vender seu trabalho para a segurança cibernética, o crime cibernético ou o negócio indústrias ", passando a citar exemplos de empresas a serem visadas, como indústrias de extração na América Latina, empreiteiros militares privados, incluindo Blackwater e Halliburton, e operadores de prisões privadas, como GEO Group e CoreCivic.

### MilicoLeaks
Em 2020, Fisher afirmou ter pago US $ 10.000 de seu "Programa Hacktivista de Caça a Insetos" a um hacker anônimo que vazou mais de dois gigabytes de e-mails e documentos de várias contas de e-mail pertencentes a militares chilenos. O arquivo foi denominado MilicoLeaks por Distributed Denial of Secrets. O cache de documentos incluía mais de três mil emails e mil documentos, alguns relacionados com "inteligência, finanças e relações internacionais". Os militares chilenos confirmaram a violação em um documento oficial via twitter.

## Identidade
A identidade de Phineas Fisher é atualmente desconhecida. Fisher foi acusado de ser um agente russo pelo jornalista de tecnologia Joseph Menn em seu livro Cult of the Dead Cow: How the Original Hacking Supergroup Might Just Save the World, o livro também afirma que essa também é uma suposição do departamento de estado, citando James Lewis, afirma que ela negou veementemente, assim como a Vice Motherboard alegando de uma fonte que "o governo dos EUA está realmente convencido de que Phineas Fisher é de fato um hacktivista". um juiz italiano ecoou esta afirmação, dizendo "[os motivos de Phineas Fisher eram] certamente políticos e ideológicos". Fisher emitiu comunicados que fazem referência ao anarquismo e a conteúdos relacionados a anarquistas, como o Exército Zapatista de Libertação Nacional, além de se autodenominar 'anarquista-revolucionária'. Ela também deu uma entrevista com Blackbird do CrimethInc Ex-Workers Collective, um coletivo de mídia anarquista baseado principalmente nas Américas. O nome "Phineas Fisher" é uma brincadeira com o nome do malware FinFisher desenvolvido pela Gamma International. "Subcowmandante Marcos" é um jogo de palavras com o ex-porta -voz do Exército Zapatista de Libertação Nacional, Subcomandante Marcos. O comunicado de hack do Cayman National Bank apresentava a arte ASCII de uma vaca com um cachimbo que lembra uma famosa imagem de Marcos e usava o conhecido slogan zapatista "Para que nos vieran, nos tapamos el rostro" ("Para sermos vistos, nós cobrimos nossos rostos ").